# Dirk Zingler
Dirk Zingler (* 23. August 1964 in Königs Wusterhausen, DDR) ist ein deutscher Unternehmer und Fußballfunktionär. Seit 2004 ist er Präsident des 1. FC Union Berlin.

## Leben
Zingler wuchs in Eichwalde auf und besuchte von 1971 bis 1981 die dortige Polytechnische Oberschule „Alexander von Humboldt“. Er verbrachte oft Zeit bei seinem Großvater Willi Zingler im benachbarten Zeuthen, der als führender Funktionär der IG Bau im Freien Deutschen Gewerkschaftsbund aktiv war und regelmäßig Erich Honecker traf. Zinglers Mutter stammt aus Berlin-Wedding und war Steuerberaterin für Staatsbetriebe, sein Vater stammt aus Berlin-Friedrichshain und war Betriebsleiter eines Unternehmens, das Kraftwerke baute. Mit dem Bau der Berliner Mauer im Jahr 1961 wurde die Familie voneinander getrennt, sodass Zingler seine Familie mütterlicherseits erst nach dem Mauerfall kennenlernen konnte.
Zingler absolvierte eine Ausbildung zum Industriemechaniker, zog mit 17 Jahren aus dem Elternhaus aus und zu seinem älteren Bruder in eine Wohnung in Berlin-Friedrichshain. Er arbeitete als Instandhaltungsmechaniker im Reichsbahnausbesserungswerk. Während seiner Zeit bei der Freien Deutschen Jugend (FDJ) in führender Position, auch auf Kreisebene, wurde er für seine Verdienste unter anderem mit der Medaille „für vorbildliche Leistung zu Ehren der DDR“ ausgezeichnet. Später stieg er zum stellvertretenden Parteisekretär auf.
Seinen Armeedienst leistete Zingler ab April 1983 beim Wachregiment „Feliks Dzierzynski“ des Ministeriums für Staatssicherheit. Mit seiner Verpflichtung als Zeitsoldat wurde Zingler zu einem Angehörigen des Ministeriums für Staatssicherheit. Im Laufe seiner 1986 endenden dreijährigen Dienstzeit wurde er bis zum Unteroffizier im Rang eines Unterfeldwebels befördert. Nach seinem Dienst in der Armee arbeitete Zingler als Schlosser im Berliner Wohnungsbaukombinat. Mit der Wende wurde er bei den ersten freien Wahlen in den Betriebsrat des Wohnungsbaukombinats gewählt, anschließend in den Konzernbetriebsrat. Diese Position hatte er bis März 1991 inne. Im Jahr 1995 machte sich Zingler mit einem Logistikunternehmen selbstständig, das heute mit der Muttergesellschaft DZ Baustofflogistiker in Berlin ansässig ist.
Zingler ist verheiratet und hat mit seiner Frau Martina drei Kinder.

## Engagement für Union Berlin
Zingler ist seit seiner Kindheit Anhänger des 1. FC Union Berlin und besuchte dessen Spiele zunächst immer mit seinem Großvater.
Im Laufe der Zweitligasaison 2003/04 war Zingler an der Gründung des Wirtschaftsrates bei Union Berlin beteiligt, um den Verein wirtschaftlich zu beraten und ein Unternehmensnetzwerk für den Klub zu etablieren. Nachdem Union in dieser Spielzeit in die Regionalliga Nord abgestiegen war und erhebliche finanzielle Schwierigkeiten hatte, wurde Zingler im Sommer 2004 zum neuen Präsidenten berufen.
Im ersten Jahr seiner Amtszeit stieg der Verein 2005 erneut ab, konnte 2006 allerdings aus der Oberliga Nordost direkt wieder aufsteigen. Als durch den DFB zur Saison 2008/09 die neue eingleisige 3. Liga geschaffen wurde, gelang Union als Drittligameister die Rückkehr in die 2. Bundesliga. In dieser etablierte sich der Verein in den nächsten Jahren und stieg nach zehn Spielzeiten 2019 in die 1. Bundesliga auf, als erst fünfter Verein der ehemaligen DDR. Auch hier konnten sich die Eisernen etablieren und erreichten im zweiten Jahr mit Platz 7 einen Qualifikationsrang zur UEFA Conference League. In den nächsten zwei Spielzeiten konnten sich die Köpenicker jeweils verbessern und spielten daraufhin in der Europa League und nach dem 4. Platz in der Bundesliga 2023 sogar in der Champions League.  Mit Robin Gosens von Inter Mailand tätigte Union zur Saison 2023/24 den teuersten Spielereinkauf (13 Millionen Euro) der Vereinsgeschichte. Demgegenüber stand ein Jahr zuvor mit Taiwo Awoniyi, der für 20,5 Millionen Euro zu Nottingham Forest ging, die höchste Ablösesumme.
Die Frauenabteilung schaffte in seiner Amtszeit 2025 den Aufstieg in die Bundesliga.
Zingler ist der am längsten amtierende Präsident des 1. FC Union Berlin. Unter seiner Ägide realisierte der Verein in den Jahren 2008 und 2009, mit der Hilfe von 2.333 freiwilligen Helfern sowie von Sponsoren und Spendern, den bislang umfangreichsten Umbau des Stadions an der Alten Försterei. Unter seiner Führung gewann man die Firma International Sports Promotion (ISP) mit Sitz im Emirat Adschman als Sponsor und es kam zum Einstieg des Investors Quattrex bei Union Berlin. Zingler befürwortet den Einstieg eines Investors für die DFL.
Seit Beginn seines Engagements im Wirtschaftsrat, als Union Berlin noch einen Jahresumsatz von 1,8 Millionen Euro vermeldete, wurde die Wirtschaftsleistung auf rund 174 Millionen Euro im Jahr 2023 gesteigert. Die Mitgliederzahl des Vereins stieg auf 67.638 im Oktober 2024. In seiner Amtszeit wurde das von Fans initiierte alljährliche Weihnachtssingen des 1. FC Union Berlin zu einem gesellschaftlichen Ereignis, das inzwischen vom Rundfunk Berlin-Brandenburg übertragen wird.